# Воттс-Міллс (Південна Кароліна)
Воттс-Міллс (англ. Watts Mills) — переписна місцевість (CDP) в США, в окрузі Лоренс штату Південна Кароліна. Населення — 1654 особи (2020).

## Географія
Воттс-Міллс розташований за координатами 34°30′59″ пн. ш. 81°59′8″ зх. д. / 34.51639° пн. ш. 81.98556° зх. д. (34.516392, -81.985547).  За даними Бюро перепису населення США в 2010 році переписна місцевість мала площу 5,87 км², уся площа — суходіл.

## Демографія
Згідно з переписом 2010 року, у переписній місцевості мешкало 1635 осіб у 564 домогосподарствах у складі 394 родин. Густота населення становила 278 осіб/км².  Було 686 помешкань (117/км²).
Расовий склад населення:
| - 57,9 % — білих - 20,9 % — чорних або афроамериканців - 0,4 % — азіатів - 0,2 % — вихідців з тихоокеанських островів - 0,2 % — корінних американців - 18,0 % — осіб інших рас |

До двох чи більше рас належало 2,3 %. Частка іспаномовних становила 29,3 % від усіх жителів.
За віковим діапазоном населення розподілялося таким чином: 30,3 % — особи молодші 18 років, 59,9 % — особи у віці 18—64 років, 9,8 % — особи у віці 65 років та старші. Медіана віку мешканця становила 30,5 року. На 100 осіб жіночої статі у переписній місцевості припадало 104,1 чоловіків;  на 100 жінок у віці від 18 років та старших — 101,1 чоловіків також старших 18 років.
Середній дохід на одне домашнє господарство  становив 36 031 долар США (медіана — 32 656), а середній дохід на одну сім'ю — 42 262 долари (медіана — 33 963). За межею бідності перебувало 30,4 % осіб, у тому числі 31,5 % дітей у віці до 18 років та 14,8 % осіб у віці 65 років та старших.
Цивільне працевлаштоване населення становило 604 особи. Основні галузі зайнятості: виробництво — 26,7 %, будівництво — 17,2 %, роздрібна торгівля — 15,6 %.